# Daimajin
Daimajin (jap. 大魔神, dt. „der große Dämon“, Alternativtitel: Daimajin – Frankensteins Monster erwacht) ist ein japanischer Fantasyfilm aus dem Jahr 1966. Er handelt von Dai-Majin, einem mythischen Riesen aus Stein und wurde in Japan am 17. April 1966 uraufgeführt.
Im selben Jahr (1966) entstanden parallel die Fortsetzungen Daimajin Ikaru (Japanische Uraufführung: 13. August 1966) und Daimajin Gyakushū (Japanische Uraufführung: 10. Dezember 1966).

## Handlung
Im mittelalterlichen Japan verehren die Menschen eine Statue des Kriegsgottes Majin. Der gutmütige Herrscher Hanabusa wird von Samanosuke Ōdate gestürzt. Hanabusas Kinder, Prinz Tadafumi und Prinzessin Kozasa, fliehen mit dem Samurai Kogenta und verstecken sich in dem Berg, der als Majins Aufenthaltsort dient und von einer Priesterin (Miko) bewacht wird.
Zehn Jahre später werden Kogenta und Tadafumi bei einem Versuch der Rebellion gegen den tyrannischen Ōdate gefangen genommen. Die Priesterin fordert die Freilassung der beiden Männer und droht andernfalls mit Majins Rache, wird jedoch auf Ōdates Befehl hin umgebracht. Kozasas Flehen um Hilfe lässt die Statue zum Leben erwachen. Majin kann die drohende Hinrichtung Tadafumis und Kogentas durch Kreuzigung verhindern und zerstört Ōdates Festung, wobei Ōdate dabei umkommt. Doch Majin setzt sein Tun fort und erst durch Kozasas Bitten hält er inne und zerfällt zu Staub.